# Tamanrasset

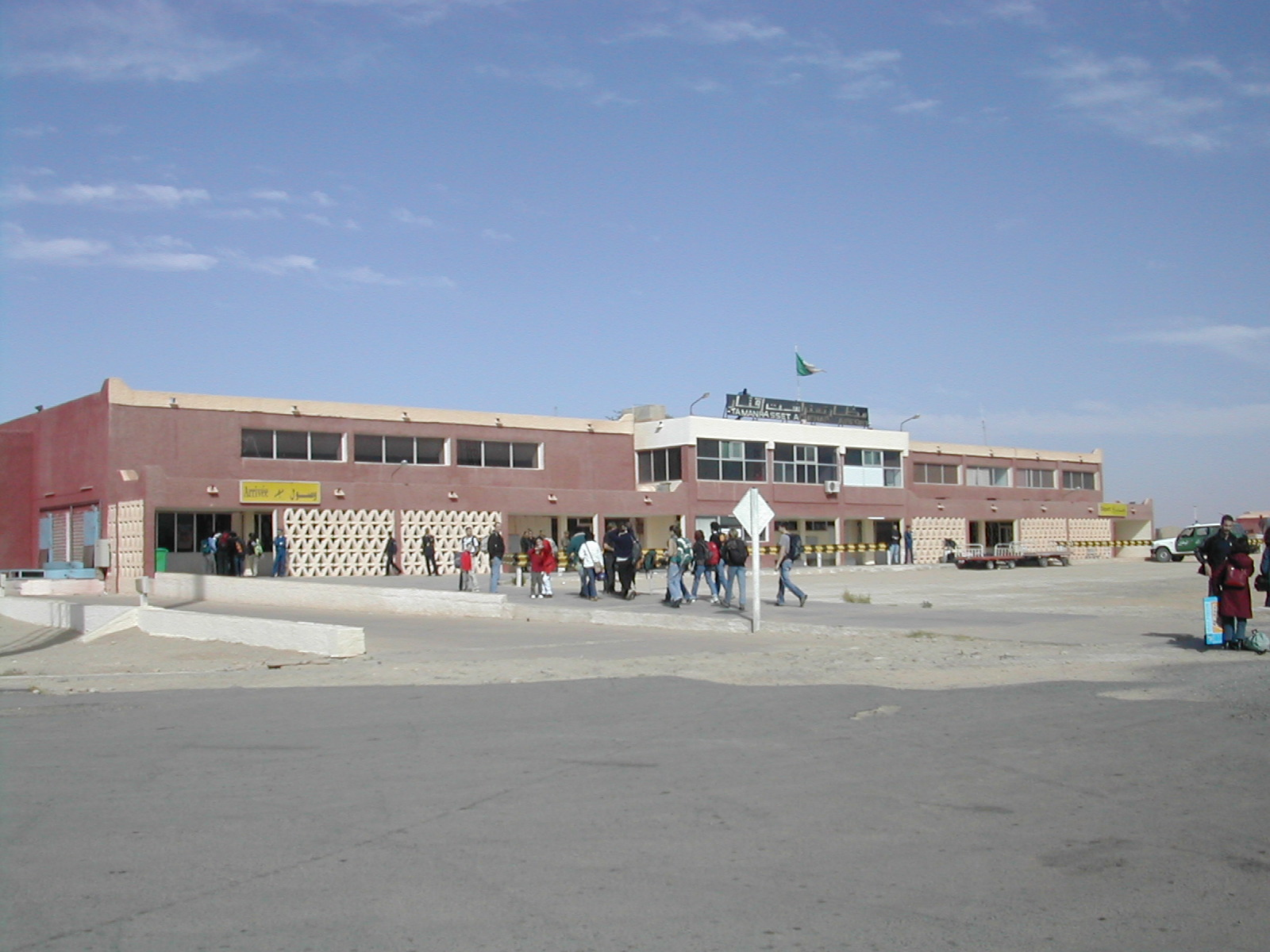
Tamanrassets flygplats.

Tamanrasset (arabiska: ولاية تمنراست, Tamanrāssat; berbiska: , Tamanɣaset) är en oas och stad i södra Algeriet. Folkmängden i kommunen uppgick till 92 635 invånare vid folkräkningen 2008, varav 81 752 bodde i centralorten. Oasen som staden vuxit upp kring har varit en viktig rastplats för de resenärer som färdas ökenleden mellan Algeriet och Niger.
Tamanrasset är administrativ huvudort i den algeriska provinsen med samma namn, Tamanrasset. Eftersom staden ligger i bergsområdet Ahaggar på 1 400 meters höjd är medeltemperaturen lägre än i den omgivande öknen. Tuaregerna i Algeriet har staden som sin centralort i landet.